# Share the Land
Share the Land es el séptimo álbum de estudio de la banda de rock canadiense The Guess Who, publicado el 5 de octubre de 1970 por RCA Victor. Después de la salida de Randy Bachman, la banda contrató a dos nuevos guitarristas, Kurt Winter y Greg Leskiw.

## Lista de canciones
Todas escritas por Kurt Winter/Burton Cummings, excepto donde se indique lo contrario.
1. "Bus Rider" (Winter) – 2:57
2. "Do You Miss Me Darlin'?" – 3:55
3. "Hand Me Down World" (Winter) – 3:26
4. "Moan for You Joe" (Cummings/Leskiw) – 2:39
5. "Share the Land" (Cummings) – 3:53
6. "Hang On to Your Life" – 4:09
7. "Coming Down Off the Money Bag" (Leskiw)/"Song of the Dog"  (Cummings) – 3:54
8. "Three More Days" – 8:55

## Personal
- Burton Cummings – voz, teclados
- Kurt Winter – guitarra, voz
- Greg Leskiw – guitarra, voz
- Jim Kale – bajo
- Garry Peterson – batería